# Comitatul Cork
Cork (în engleză County Cork, în irlandeză Contae Chorcaí / Contae Corcaigh) este cel mai mare comitat din Irlanda, situat în sudul țării.

## Orașe și sate
- Allihies
- Ballycotton
- Ballylickey
- Ballinhassig
- Ballydehob
- Ballygarvan
- Baltimore
- Bandon
- Bantry
- Barleycove
- Blarney
- Buttevant
- Carrigaline
- Castletownbere
- Castletownshend
- Castlemartyr
- Charleville
- Clonakilty
- Cloyne
- Cobh
- Cork
- Courtmacsherry
- Crosshaven
- Dunmanway
- Fermoy
- Glandore
- Glanmire
- Glengarriff
- Glounthaune
- Goleen
- Gougane
- Kanturk
- Kinsale
- Leap
- Macroom
- Mallow
- Midleton
- Millstreet
- Mitchelstown
- Mizen Head
- Monkstown
- Oysterhaven
- Ringaskiddy
- Rosscarbery
- Schull
- Shanagarry
- Sheep's Head
- Skibbereen
- Timoleague
- Union Hall
- Youghal